# Jelena Sipatowa
Jelena Sipatowa (russisch Елена Сипатова, engl. Transkription Yelena Sipatova; * 7. Juni 1955) ist eine ehemalige russische Langstreckenläuferin, die für die Sowjetunion startete.
1980 und 1981 holte sie jeweils Bronze bei den Crosslauf-Weltmeisterschaften. 1981 stellte sie sowohl über 5000 m wie auch über 10.000 m eine Weltbestzeit auf. Letztere wurde als erster offizieller Weltrekord über diese Distanz von der IAAF anerkannt.
Bei den Leichtathletik-Europameisterschaften 1982 gewann sie die Bronzemedaille über 10.000 m. 1995 siegte sie bei der Premiere des Rom-Marathons in 2:37:46 h. 

## Bestzeiten
- 1500 m: 3:59,48 min, 22. August 1982, Podolsk
- 3000 m: 8:33,53 min, 12. Juli 1980, Moskau
- 5000 m: 15:24,6 min, 6. September 1981, Podolsk
- 10.000 m: 32:17,19 min, 19. September 1981, Moskau
- Halbmarathon: 1:12:00 h, 26. April 1998, Nischni Nowgorod
- Marathon: 2:32:34 h, 7. Juni 1987, Mahiljou